# Thorsten Wilhelms
Thorsten Wilhelms (Liebenau, 31 juli 1969) is een voormalig Duits wielrenner. Hij was beroepsrenner van 1999 tot 2003. Hij won vooral etappes in kleinere rittenwedstrijden. In 2002 kon hij op die manier de eerste editie van de Ronde van Qatar winnen.

## Belangrijkste overwinningen
2001
- 3e etappe Ronde van Cuba
- 5e etappe Ronde van Cuba

2002
- 3e etappe Ronde van Qatar
- 5e etappe Ronde van Qatar
- Eindklassement Ronde van Qatar
- 1e etappe Ronde van de Algarve